# Kenza Wahbi
Kenza Wahbi (arabe : كنزة وهبي), née le 4 février 1971 à El Kelaâ des Sraghna, est une athlète marocaine.

## Carrière
Elle remporte en 2013 le marathon de Barcelone.
Elle termine 35e du marathon féminin aux championnats du monde d'athlétisme 2003, 30e du marathon féminin aux Jeux olympiques d'été de 2004 et ne termine pas le marathon féminin aux championnats du monde d'athlétisme 2005. Elle est troisième du marathon de Dubaï en 2006.